# 883 v.Chr.

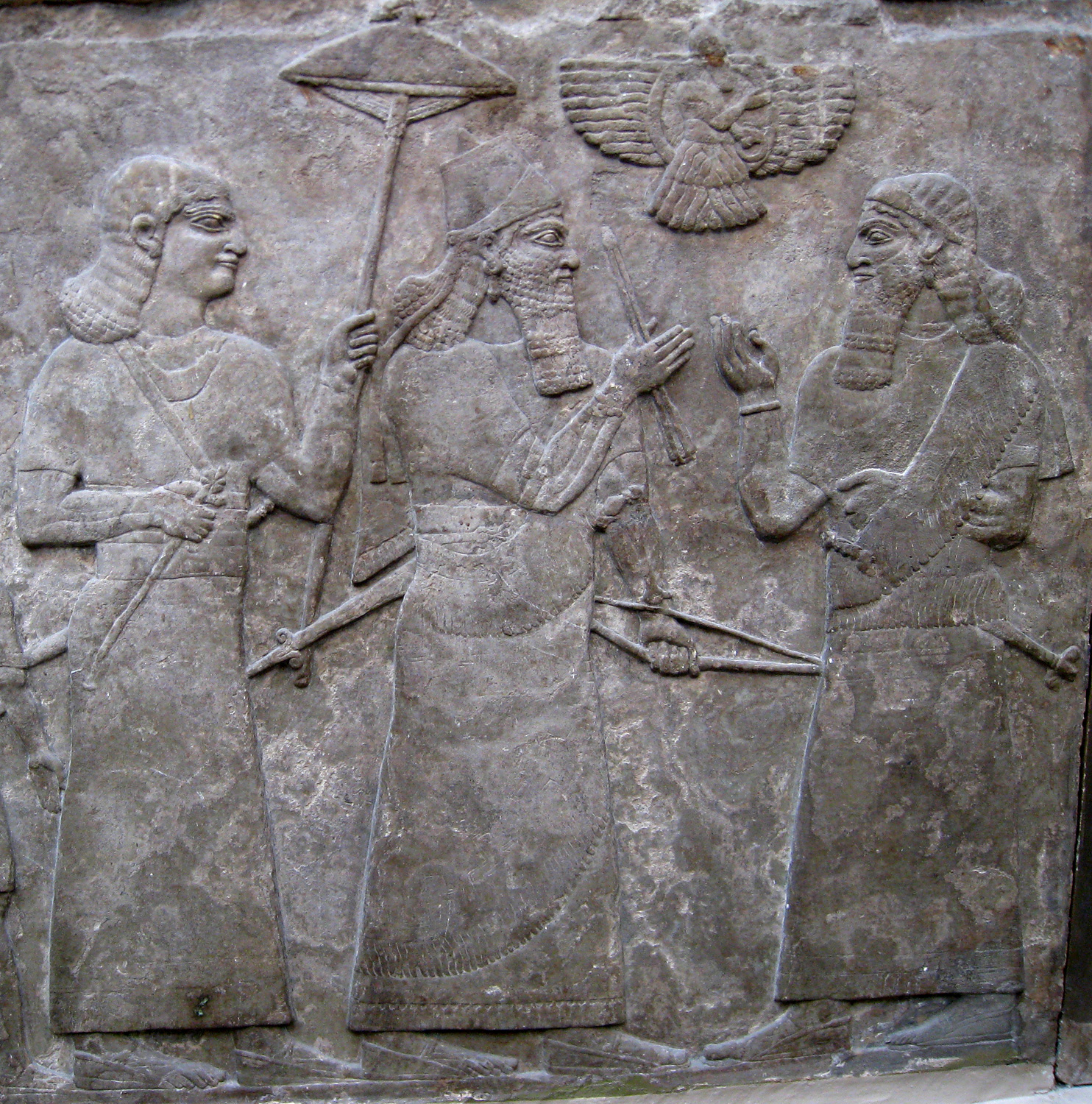
Koning Assurnasirpal II (midden) ontmoet een diplomaat na een succesvolle veldslag.

Het jaar 883 v.Chr. is een jaartal volgens de christelijke jaartelling.

## Gebeurtenissen

### Assyrië
- Koning Assurnasirpal II heerst over het Assyrische Rijk. Met hem begint een tijd van verovering en machtsuitbreiding.
- Assurnasirpal II erft met het koningschap een goed getraind leger, georganiseerd in strijdwagens en boogschutters.

### Babylonië
- Koning Nabu-apla-iddina laat in Sippara de tempel van Shamash herbouwen.

## Overleden
- Adad-nirari II, koning van Assyrië